# آشنا (خنج)
 آشنا  نام روستایی از توابع شهر خنج فارس است و یکی از روستاهای با قدمت بیش از چند صد سالهٔ خنج است. جمعیت این روستا بر اساس سرشماری سال ۱۳۸۵ تعداد ۷۵۰ تن در ۱۶۵ خانواده بوده است. روستای آشنا دارای جاهای دیدنی زیبایی می باشد و مردم این روستا اکثرا به کار کشاورزی و دامپروری مشغول می‌باشند. راه آسفالت این روستا تا خنج در سال ۱۳۹۵ به طول ۱۰ کیلومتر و عرض ۶ متر ایجاد شد.